# Арендс, Андрей Фёдорович
Андре́й (Ге́нрих) Фёдорович А́рендс (2 марта 1855, Москва — 27 апреля 1924) — композитор, дирижёр, скрипач, педагог. Заслуженный артист государственных академических театров (1922).
Под управлением Арендса впервые в Москве была поставлена «Раймонда» Глазунова, в (1900 году), а также возобновлено «Лебединое озеро» Чайковского, в (1901 году).

## Биография
В 1887 году окончил Московскую консерваторию, по классу скрипки у Ф. Лауба.
Теорию музыки изучал у П. И. Чайковского.
С 1896 по 1899 годы дирижировал балетными спектаклями Большого театра
С 1900 по 1924 годы — Главный дирижёр балета Большого театра.
Скончался 27 апреля 1924 года после непродолжительной болезни. Похоронен на Введенском кладбище.

## Сочинения
- Концертино для альта с оркестром
- Для оркестра — симфонии
- Увертюра к трагедии Шиллера «Мессинская Невеста»[4]
- Увертюра к опере «Альманзор»
- Увертюра к опере «Легенда»
- Музыка к «Северным богатырям» Генрика Ибсена
- Романсы

### Автор балетов
- «Саламбо» — балетмейстер Александр Горский (1910, Большой театр),
- Вставные номера и вариации для различных балетов.

### Оркестровка музыки к балетам
- «Шубертиана» — балетмейстер Александр Горский (1913, Большой театр),
- «Любовь быстра!» — балетмейстер Александр Горский, на музыку Э. Грига (1913, Большой театр),
- «Евника и Петроний» — балетмейстер Александр Горский на музыку Ф. Шопена (1915, Большой театр)

### Дирижёр балетов
- «Баядерка» (1904)
- «Волшебное зеркало» А. Н. Корещенко (1905)
- «Арлекинада», Рикардо Дриго (1907)
- «Жизель» , Адана (1907)

### Ученики Арендса
- Юрий Фёдорович Файер
- Преподавал в музыкально-драматическом училище Московского филармонического общества.